# We Can't Have Everything
We Can't Have Everything és una pel·lícula muda de la Famous Players-Lasky dirigida per Cecil B. DeMille i protagonitzada per Kathlyn Williams, Elliott Dexter i Wanda Hawley. Basada en una novel·la de Rupert Hughes, es va estrenar el 7 de juliol de 1918. Amb un cost de cost de 61.267,83 dòlars, la pel·lícula va obtenir uns guanys de 207.890,42 dòlars. Es considera una pel·lícula perduda.

## Argument
Charity Coe Cheever descobreix que el seu marit s’ha enamorat de Zada, una popular ballarina, i es divorcia. A la vegada, Jim Dyckman, que ha estat enamorat de Charity des de la infància, pensant que és impossible aconseguir l’amor de la noia es casa amb Kedzie Thropp, una actriu de cinema. Quan en Jim s'assabenta que Charity és lliure però ell ja no, se sent molt decebut, però tots dos decideixen mantenir la seva amistat. Durant una absència de Jim, Kedzie coneix el marquès de Strathdene, un jove aviador anglès, i s'enamora. L'aviador promet casar-se amb ella si aconsegueix el divorci del seu marit. Una nit, Charity i Jim es veuen sorpresos per una tempesta i veuen obligats a romandre en una caseta. En assabentar-se, Kedzie demana el divorci i es casa amb el seu aviador anglès. Amb l'esclat de la Primera Guerra Mundial, però, Kedzie veu com el seu nou marit marxa cap al front i Jim es converteix en oficial. Més tard troba Charity servint en un hospital militar i els dos finalment es declaren l’amor.

## Repartiment
- Kathlyn Williams (Charity Coe Cheever)
- Elliott Dexter (Jim Dyckman)
- Wanda Hawley (Kedzie Thropp)
- Sylvia Breamer as Zada L'Etoile
- Thurston Hall (Peter Cheever)
- Raymond Hatton (marquès de Strathdene)
- Tully Marshall (el director)
- Theodore Roberts (el sultà)
- James Neill (policia)
- Ernest Joy (Heavy)
- William Elmer (Props)
- Charles Ogle (pare de Kedzie)
- Sylvia Ashton (mare de Kedzie)